# هوبرت بومغارتنر
هوبرت بومغارتنر (بالألمانية: Hubert Baumgartner)‏ (مواليد 25 فبراير 1955) هو لاعب كرة قدم. يلعب مع منتخب النمسا لكرة القدم. سبق له أن لعب في كأس العالم لكرة القدم مع منتخب بلاده.

## روابط خارجية
- هوبرت بومغارتنر على موقع الاتحاد الدولي (مؤرشف)  (الإنجليزية)
- هوبرت بومغارتنر على موقع قاعدة بيانات كرة القدم.إي يو (الإنجليزية)
- هوبرت بومغارتنر على موقع ناشيونال فوتبول تيمز (الإنجليزية)
- هوبرت بومغارتنر على موقع عالم كرة القدم.نت (الإنجليزية)